# 超擬態人間
『超擬態人間』（ちょうぎたいにんげん、英題：Mimicry Freaks）は、2020年の日本のスラッシャーホラー映画。
第37回ブリュッセル国際ファンタスティック映画祭に出品し、アジア部門グランプリを受賞。
製作総指揮は『探偵物語』『波の盆』など数々の日本テレビドラマを手掛けたプロデュ―サーの山口剛。
監督は『狂覗』『生地獄』の藤井秀剛。

## 概要
大正時代の有名な幽霊画家、伊藤晴雨の『怪談乳房榎図』に着想を得、幼児虐待をテーマにしたオリジナル作品。
世界三大ファンタスティック映画祭の1つ、ブリュッセル国際ファンタスティック映画祭アジア映画部門にて、日本映画としては初のグランプリを受賞。全世界48ヶ国で配給された。以降も、富川国際ファンタスティック映画祭、オブスキュラ映画祭など各国の映画祭で高い評価を受ける。
新型コロナウイルス流行の影響で当初予定していた4月24日公開は延期。2020年10月30日に日本公開。
監督の藤井は「近年の社会情勢は大人として恥ずかしいことばかりで、その怒り」が原動力となったと述べており、男の幽霊が赤ん坊を抱く姿を描いた日本画『怪談乳房榎図』をポスターにしたいとおもったことが着想の原典となっている。藤井によれば海外では「『超擬態人間』は“悪魔のディズニーランドだ”」と感想を例えられたという。

## 評価
- 『Asian Movie Pulse誌』 選出の2019年ベストアジアンホラー 第８位 [6]。
- 『'Easternkicks.com 』のJames Mudgeは、幻想的で野心的なホラー体験！と評価は５星[7]。

## 出演者
丸山風摩
演 -杉山樹志
佐竹徹
演 -望月智弥
元川益暢
演 -田中大貴
元川佐久羅
演 -河野仁美
新開真里
演 -坂井貴子
丸山英之
演 -越智貴広
永田絵麻
演 -宮下純
光武蔵人
演 -桂弘
狂乱男
演 -安井大貴

## スタッフ
- 監督・脚本・撮影・編集：藤井秀剛
- エグゼクティブ・プロデューサー：山口剛
- プロデューサー：藤井秀剛、梅澤由香里
- 音楽：上田健二
- 特殊効果：ミヤ・サヴィーニ
- 美術：望月智弥
- 面制作：田中大鬼
- 宣伝・製作：POP
- 制作会社：CFA
- 配給：イオンエンターテイメント